# Terrone

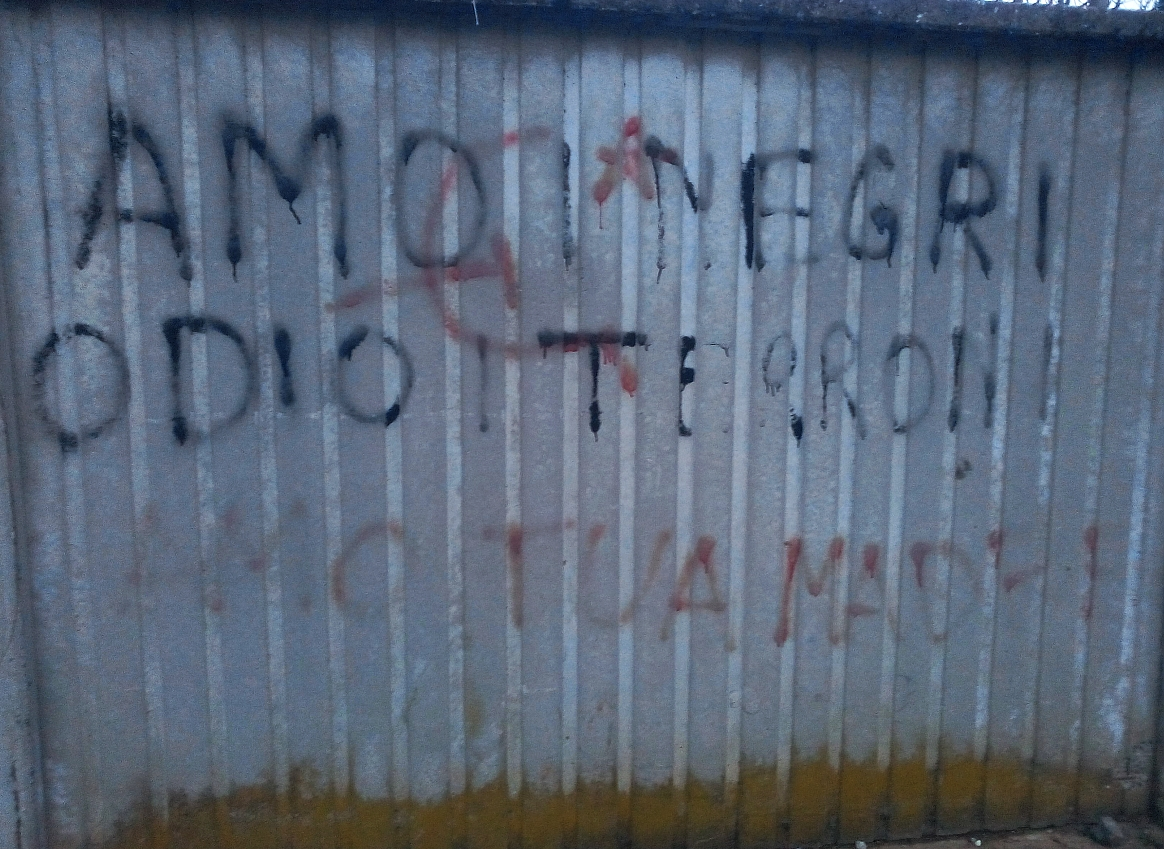
Graffiti preconceituoso em Caselette, (Piemonte), dizendo: amo i negri, odio i terroni (eu amo os negros, odeio os terrones)

Terrone (pronúncia italiana: [terˈroːne], plural terroni) é um termo pejorativo do idioma italiano para designar um habitante do Sul da Itália. 

## História
O termo vem de um agente substantivo formado a partir do italiano terra. Na verdade, foi historicamente usado, após a unificação italiana, para descrever os senhorios do antigo Reino das Duas Sicílias, destacando o fato de que eles lucravam com um tipo de propriedade da terra, o latifúndio, pelo qual costumavam possuir a terra sem sempre trabalhando isso; a palavra também significa "pessoa de uma terra [como o sul da Itália] propensa a terremotos".
Até a década de 1950, terrone manteve o significado classista de "camponês", isto é, "pessoa que trabalha a terra (daí a palavra terra)"; a certa altura, mesmo as pessoas que migravam das regiões relativamente mais rurais de Vêneto, Emília-Romanha e Toscana para a Lombardia industrializada foram apelidadas de terroni del nord ("Terroni do Norte"). No entanto, não foi até o milagre econômico italiano, quando um grande número de sulistas migrou para os centros industriais do norte da Itália, que começou a ser usado estritamente (muitas vezes como um insulto) para indicar pessoas do sul da Itália. Do terrone, mais tarde surgiu Terronia, "a terra dos terroni", e o adjetivo terronico, "qualquer coisa relacionada aos terroni".
O epíteto muitas vezes implica certos estereótipos negativos para a pessoa rotulada, como preguiça, ignorância e falta de higiene. Da mesma forma, com referência particular a algumas gírias, o termo assumiu o significado de uma pessoa grosseira sem boas maneiras, como as outras palavras italianas villano, burino e cafone. 
Na Itália, o termo tem fortes conotações xenófobas de rejeição e foi reconhecido como um insulto discriminatório pelo Tribunal de Cassação italiano.